# Altavilla Milicia
Altavilla Milicia é uma comuna italiana da região da Sicília, província de Palermo, com cerca de 5.257 habitantes. Estende-se por uma área de 23 km², tendo uma densidade populacional de 229 hab/km². Faz fronteira com Casteldaccia, Trabia.

## Demografia
| Variação demográfica do município entre 1861 e 2011                               |
|                                                                                   |
| Fonte: Istituto Nazionale di Statistica (ISTAT) - Elaboração gráfica da Wikipedia |

## Links
- Portale su Altavilla Milicia
- Portale sul Santuario della Madonna della Milicia